# Aparallactus modestus
Espèce
Synonymes
- Elapops modestus Günther, 1859
- Pariaspis plumbeatra Cope, 1860
- Elapops petersii Jan, 1862
- Aparallactus ubangensis Boulenger, 1897
- Aparallactus peraffinis Werner, 1897
- Aparallactus dolloi Werner, 1902
- Aparallactus congicus Werner, 1902
- Aparallactus batesii Boulenger, 1907
- Aparallactus christyi Boulenger, 1910
- Aparallactus graueri Werner, 1924

Statut de conservation UICN

LC : Préoccupation mineure
Aparallactus modestus est une espèce de serpents de la famille des Lamprophiidae. Communément, on l'appelle Aparallacte modeste ou encore le serpent mangeur de mille-pattes des forêts de l'Ouest.  

## Description
Le museau est arrondi, l'œil est petit avec une pupille ronde. La taille maximale serait de 65 cm, pour une moyenne à l’âge adulte de 35 cm de long. La coloration est uniformément brun olive ou gris avec un collier plus foncé au niveau du cou. Le ventre est gris pâle avec ou sans taches foncées ; les écailles sous-caudales sont plus sombres que les ventrales. Deux sous-espèces existent et se différencient notamment par la forme et le nombre d’écailles labiales supérieures (6 pour A. m. modestus et 7 pour A. m. ubangensis). A noter que cette distinction est encore un peu floue et récente.
A. modestus se nourrirait surtout d’arthropodes (dont des mille-pattes, des criquets et des termites) et de petits vertébrés. C'est un serpent venimeux.

## Répartition
Cette espèce se rencontre :
- au Bénin ;
- au Cameroun ;
- en République centrafricaine ;
- en Côte d'Ivoire ;
- au Gabon ;
- au Ghana ;
- au Liberia ;
- au Nigeria ;
- en Ouganda ;
- en République démocratique du Congo ;
- en République du Congo ;
- au Sierra Leone ;
- au Togo.

## Liste des sous-espèces
Selon The Reptile Database (12 février 2014) :
- Aparallactus modestus modestus (Günther, 1859)
- Aparallactus modestus ubangensis Boulenger, 1897

## Publications originales
- Günther, 1859 : Description of a new genus of West African snakes and revision of the South American Elaps. Annals and Magazine of Natural History, sér. 3, vol. 4, p. 161-174 (texte intégral).
- Boulenger, 1897 : A list of reptiles and batrachians from the Congo Free State, with the description of two new snakes. Annals and Magazine of Natural History, sér. 6, vol. 19, p. 276-281 (texte intégral).